# Luiza Leonardo
Luiza Leonardo (Rio de Janeiro, 1859 - Salvador, 1926) foi uma escritora, compositora, atriz e pianista brasileira.

## Variações do nome
Ao longo da vida, assinou suas obras como Luiza Leonardo. No entanto, no primeiro volume da antologia Escritoras Brasileiras do Século XIX, Zahidé Lipinacci Muzart registrou seu nome como Luísa Leonardo — provavelmente uma atualização ortográfica.
De forma semelhante, o dicionarista  Sacramento Blake dedicou-lhe um verbete sob o nome D. Luiza Leonardo Marques. Como nem seus pais nem seus dois maridos (Augusto Rodrigues Duarte e Sílio Bocacanera Júnior) utilizavam o sobrenome Marques, é possível que se trate de um equívoco.
Em 1877, seu nome aparece em periódicos como Luiza Leonardo Duarte, e, a partir de 1903, passou a ser citada também como Luiza Leonardo Boccanera.

## Vida
Luiza Leonardo nasceu em 22 de outubro de 1859, na cidade do Rio de Janeiro. Era descendente da família Nassau, sendo filha de Carolina de Oliveira Leonardo, neta da viscondessa de Nassau, e de Victorino José Leonardo, professor de música. Foi batizada tendo como padrinho o imperador D. Pedro II. Começou seus estudos de música na infância e, aos oito anos de idade, realizou seu primeiro concerto diante do imperador, que, encantado com o talento da afilhada, decidiu financiar sua formação musical na Europa.
Em 1873, Luiza Leonardo tornou-se aluna do Conservatório Nacional Superior de Música e Dança de Paris, onde concluiu seus estudos seis anos mais tarde. Durante sua permanência na Europa, apresentou-se em diversos concertos e obteve reconhecimento por sua habilidade na interpretação de obras de Chopin. Sua atuação foi elogiada por importantes personalidades do meio musical, como Henri Herz e Arthur Rubinstein.
Em 1877, aos dezoito anos, casou-se em Paris com o artista plástico português Augusto Rodrigues Duarte. Dessa união, nasceram dois filhos: Saul e Victor, ambos falecidos ainda na infância. Entre o final da década de 1870 e o início da de 1880, Luiza Leonardo alternou residência entre o Brasil e Portugal. Em Lisboa, atuou como pianista da Real Câmara do Rei de Portugal durante o reinado de D. Luís I. Posteriormente, retornou em definitivo ao Brasil. A partir de 1885, passou a dedicar-se também à carreira teatral, realizando apresentações no Rio de Janeiro e em outras localidades do país. Ficou viúva em 17 de novembro de 1888, com o falecimento de seu primeiro marido.
Por volta de 1900, afastou-se dos palcos e assumiu o cargo de preceptora dos filhos do engenheiro, escritor, dramaturgo e crítico Sílio Boccanera Júnior, com quem se casou em 1903, em Salvador, Bahia. Permaneceu nessa cidade até sua morte, ocorrida em 12 de junho de 1926. 

## Carreira
Luiza Leonardo destacou-se como atriz, pianista, compositora e escritora. No teatro, interpretou papéis de destaque em montagens de obras clássicas, como Casa de Bonecas, de Henrik Ibsen, Dama das Camélias e Maria Tudor, de Victor Hugo. Atuou ainda em diversas peças escritas especialmente para ela pelo dramaturgo e diretor brasileiro Francisco Moreira de Vasconcelos. 
Durante dois anos, exerceu o cargo de pianista oficial da Real Câmara do Rei de Portugal, em Portugal. Foi amplamente reconhecida por seu talento, sendo admirada por personalidades como Carlos Gomes, Olavo Bilac e Machado de Assis. Compôs obras para revistas teatrais, além de peças para canto, violino, flauta, clarineta e, principalmente, piano. Entre suas composições destaca-se o Hino a Carlos Gomes, escrito para a inauguração da estátua do maestro, em 1905, na cidade de  Campinas. Foi a única mulher a figurar com verbete próprio no Museu Carlos Gomes: Catálogo de Manuscritos Musicais. Atuou também como professora de piano e canto, e compôs em diversos gêneros populares da época, como tangos, valsas e habaneras.
Na área literária, colaborou com periódicos de várias regiões do Brasil, incluindo Rio de Janeiro, São Paulo, Pará, Pernambuco e Bahia. Escreveu a biografia do diretor teatral Francisco Moreira de Vasconcelos, além de publicar artigos, poemas e crônicas. 
Em 1881, lançou o romance Gazel, publicado em capítulos na Gazeta da Tarde, do Rio de Janeiro. Este romance-folhetim e outros textos literários de sua autoria foram transcritos pela pesquisadora Rosana Cássia dos Santos, professora da Universidade Federal de Santa Catarina, e publicados em formato de livro digital gratuito pela Editora da UFSC, em 2023.
Entre 1901 e 1904, publicou uma produção literária variada — poemas, crônicas e prosa poética — na Revista do Grêmio Literário da Bahia. Colaborou também com A Gazetinha, de Artur Azevedo, sob o pseudônimo de Vítor Luís. Ao lado de Chiquinha Gonzaga, também escreveu para o teatro musicado.

## Obras literárias
Abaixo estão listadas as obras de autoria de Luiza Leonardo:

### Prosa
- Gazel: romance-folhetim de 1881 e outros textos. Rosana Cássia dos Santos (Org.). Editora da UFSC, Florianópolis, 2023.
- Gazel, romance-folhetim original. Gazeta da Tarde, Rio de Janeiro, 1881.
- O ponche, conto publicado sob o pseudônimo de Vítor Luís. Rio de Janeiro, A Gazetinha, de Arthur Azevedo, 1880.
- No lago Asphaltite. Revista do Grêmio Literário da Bahia, a. 1, n. 4, fev. 1902.
- O padre. Revista do Grêmio Literário da Bahia, a. 1, n. 6, abr. 1902.
- A minha “torre de nácar”. Revista do Grêmio Literário da Bahia, a.l, n. 8,jan. 1902.
- Angelus. Revistado Grêmio Literário da Bahia, a. 1, n. 9,jul. 1902.
- Sorrisos. Revista do Grêmio Literário da Bahia, a. 1, n. 10, ago. 1902.
- Rosas e... rosa, Revista do Grêmio Literário da Bahia, a.l,n. 11, set. 1902.
- Nova aurora. Revista do Grêmio Literário da Bahia, a. 1, n. 11, set. 1902.
- No Paraguai. Revista do Grêmio Literário da Bahia, a.2, n. 11, set. 1902.
- Insônia. Revista do Grêmio Literário da Bahia, a.2, n. 1, nov. 1902.

### Poesia
- Carlos Gomes, Salvador. Revista do Grêmio Literário da Bahia, a. 1, n. 3,jan. 1902.
- Ultimo desejo. Revista do Grêmio Literário da Bahia, a.l, n. 5, mar. 1902.
- O livro e a cruz. Revista do Grêmio Literário da Bahia, a.l, n. 7, p. 99-101,jan. 1902.
- Raio divino. Revista do Grêmio Literário da Bahia, a.l, n. 9,jul. 1902.
- Tecido maravilhoso. Revista do Grêmio Literário da Bahia, a.l, n. 10, ago. 1902.
- Abrigo. Revista do Grêmio Literário da Bahia, a. 1, n. 11, set. 1902.
- Insônia. Revista do Grêmio Literário da Bahia, a.l, n. 3,jan. 1903.
- O bom velhinho. Revista do Grêmio Literárioda Bahia, a. 1, n. 3,jan. 1903.
- No Paraguai. Revista do Grêmio Literário da Bahia, a.l, n. 3,jan. 1903.
- A memória de Castro Alves. Revista do Grêmio Literário da Bahia, a. 1, n. 3,jan. 1903.
- Coração do mar. Revista do Grêmio Literário da Bahia, a.l, n. 3,jan. 1903.
- Noturno. Revista do Grêmio Literário da Bahia, a.l, n. 3,jan. 1903.
- Carlos Gomes. Revista do Grêmio Literário da Bahia, a.l, n. 3,jan. 1903.
- Santos Dumont. Revista do Grêmio Literárioda Bahia, a.l, n. 3,jan. 1903.

### Inéditos
- Calvário, drama, representado.
- Vencida, novela.
- Aziul, novela.

- Ocasos, coletânea de poesia.
- Passionárias, coletânea de poesia.

## Composições musicais
- The Paradise Of The Ladies / Au Paradis Des Dames, faixa do CD "Partituras produzidas para publicidade ainda antes da Era do Rádio"
- Un rêve du bal, valsa brilhante.
- Pietosa, mazurca sentimental.
- Apassionato. Capricho, estudo, 1879.
- Yo te quiero. Tango.
- Loin de la patrie. Melodia.
- Recordações (Souvenir).
- Douleur. Elegia para piano, 1879.
- Flor da noite. Valsa para piano, 1897.
- Sombre désespoir. Para piano, 1904.
- Souvenir. Valsa para piano, 1879.
- Teu sorriso. Xóte para piano, 1903.
- Prière à la mémoire de Thalberg. Para piano, 1869.
- Marcha fúnebre, 1862.
- Hino a Carlos Gomes, 1903.
- Apassionato. Capricho, estudo, 1879.
- Petites mouches, para violino, flauta e clarineta, 1873.
- Solidão (Solitude), Letra de Louis Guimarães Júnior, Letra em francês de E Moniz Barreto Fils.
- Minha Mae (Ma mère), Letra em português de Louis Guimarães Júnior, Letra em francês de E Moniz Barreto Fils.
- Canção do amor. Letra em português de Louis Guimarães Júnior, Letra em francês de E Moniz Barreto Fils.
- Innocence. Letra em português de Louis Guimarães Júnior, Letra em francês de J. M. Machado de Assis.
- 1ère Barcarole: piano e canto. Letra em português de Louis Guimarães Júnior, Letra em francês de F. Moniz Barreto Fils.
- 2ème Barcarole: piano e canto. Letra em português de Louis Guimarães Júnior, Letra em francês de F. Moniz Barreto Fils.